# 備前焼

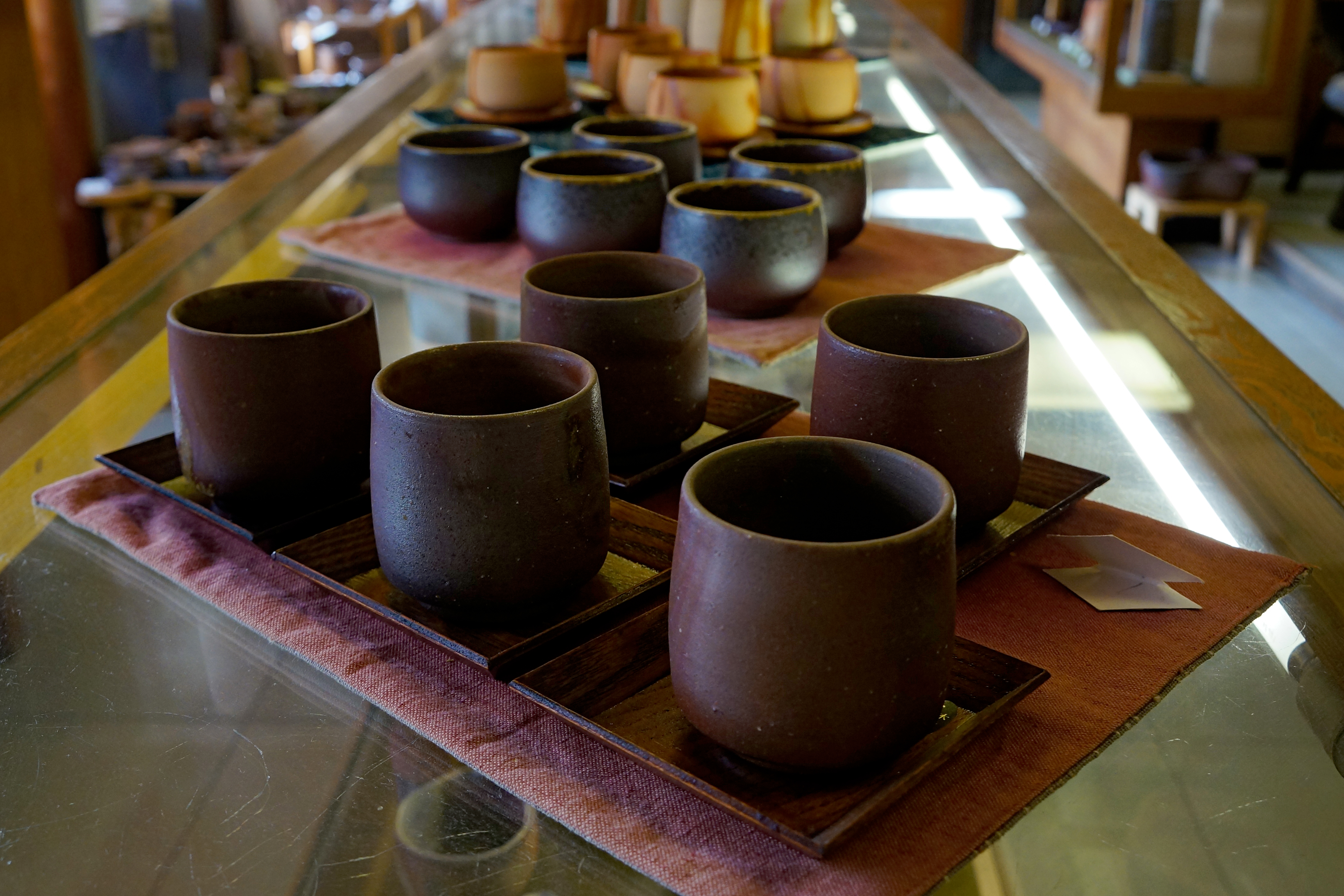
備前焼

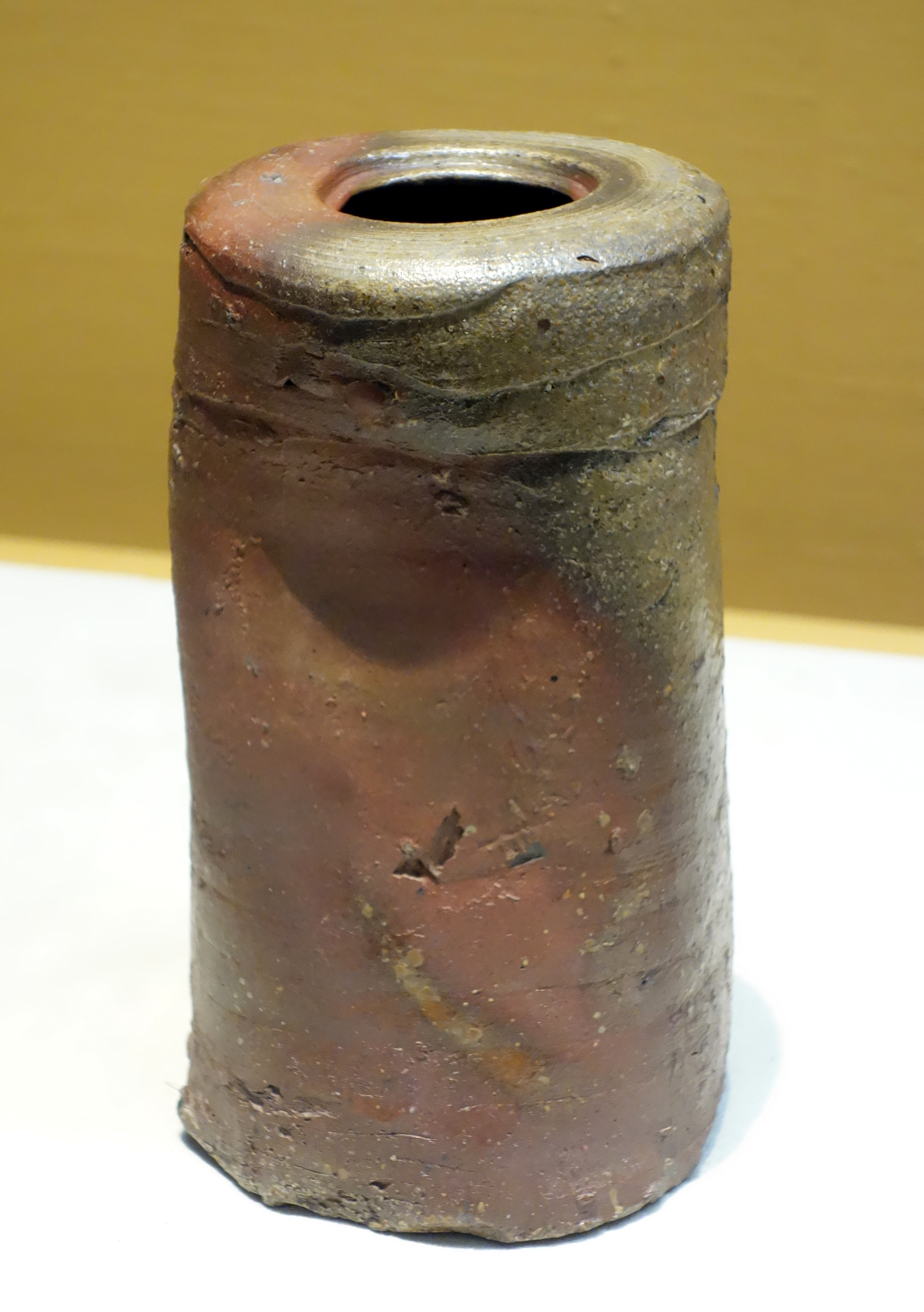
古備前花生 東京国立博物館

備前焼（びぜんやき）は、岡山県備前市周辺を産地とする陶磁器。日本六古窯の一つに数えられる。備前市伊部地区で盛んであることから「伊部焼（いんべやき）」との別名も持つ。同地区で数多く見られる煉瓦造りの四角い煙突は備前焼の窯のものである｡

## 歴史

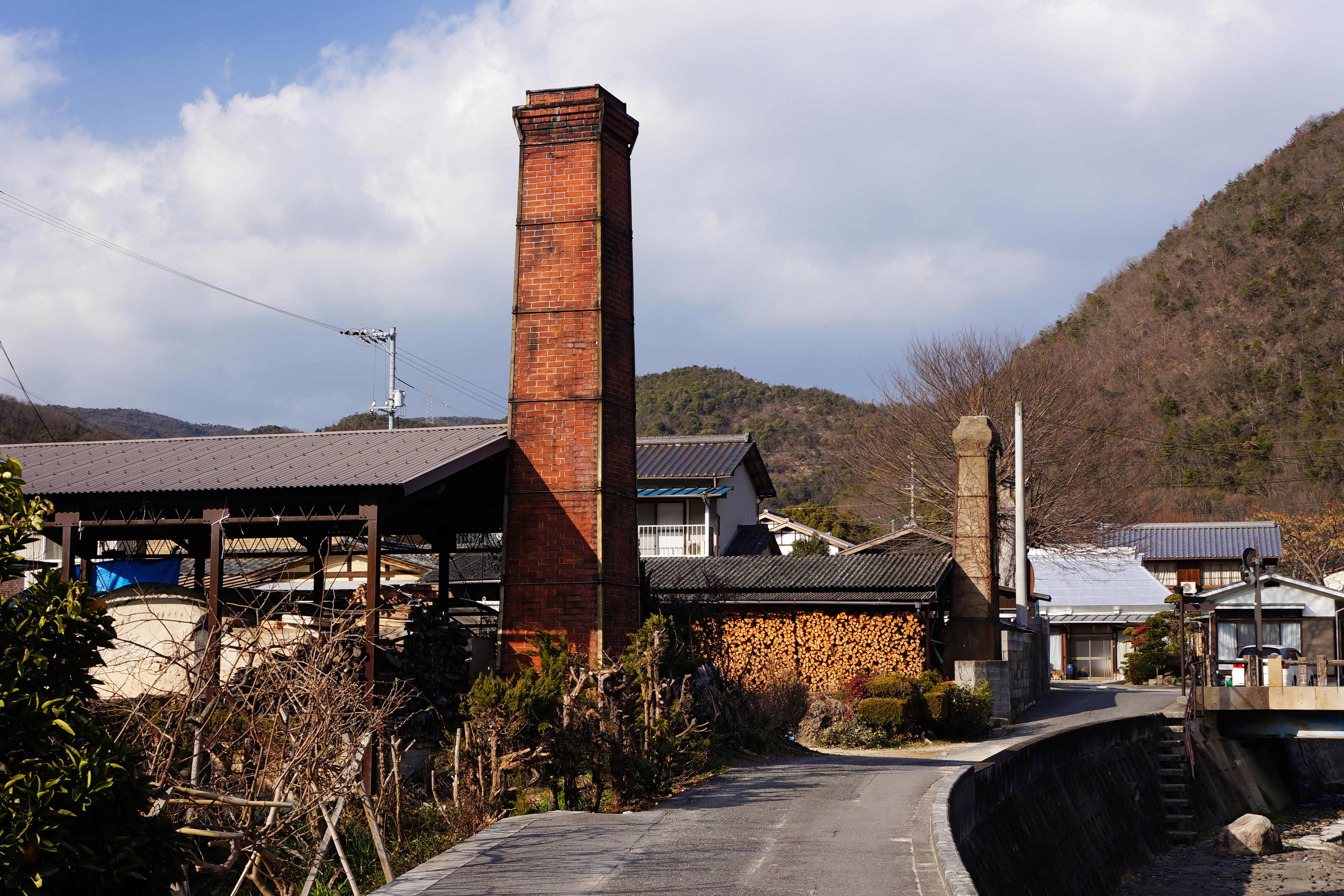
産地である備前市伊部地区

備前市南部から瀬戸内市、岡山市内には古墳時代から平安時代にかけての須恵器窯跡が点在し「邑久古窯跡群」と呼ばれている。この須恵器が現在の備前焼に発展したといわれている。「邑久古窯跡群」で最初に築かれた窯は瀬戸内市長船町の木鍋山窯跡（6世紀中頃）で、7世紀後半～8世紀初頭になると瀬戸内市牛窓町の寒風古窯跡群周辺から瀬戸内市邑久町尻海周辺に窯が築かれる。
8世紀になると備前市佐山に窯が築かれ始め12世紀になると伊部地区に窯が本格的に築かれ始め独自の発展へと進んでいった。
鎌倉時代初期には還元焔焼成による焼き締め陶が焼かれる。鎌倉時代後期には酸化焔焼成による現在の茶褐色の陶器が焼かれる。当時の主力は水瓶や擂鉢など実用本位のものであり、「落としても壊れない」と評判が良かった。この当時の作品は「古備前」と呼ばれ珍重される。
室町時代から桃山時代にかけて茶道の発展とともに茶陶としての人気が高まるが、江戸時代には茶道の衰退とともに衰える（安価で大量生産が可能な磁器の登場も原因）。備前焼は再び水瓶や擂鉢、酒徳利など実用品の生産に戻っている。この当時のものは近郷の旧家にかなりの数が残されている。
明治大正に入ってもその傾向は変わらなかったが、昭和に入り金重陶陽らが桃山陶への回帰をはかり芸術性を高めて人気を復興させる。陶陽は重要無形文化財「備前焼」の保持者（人間国宝）に認定され、弟子達の中からも人間国宝を輩出し、備前焼の人気は不動のものとなった。
第二次世界大戦時には、金属不足のため、備前焼による手榴弾が試作されたこともあるが、実戦投入はされなかった(四式陶製手榴弾)。
1982年11月1日に経済産業大臣指定伝統的工芸品に指定された。2017年4月29日、備前焼は越前焼（福井県越前町）、瀬戸焼（愛知県瀬戸市）、常滑焼（愛知県常滑市）、信楽焼（滋賀県甲賀市）、丹波立杭焼（兵庫県丹波篠山市）とともに、日本六古窯として日本遺産に認定された（日本六古窯 公式Webサイト）。

## 特徴

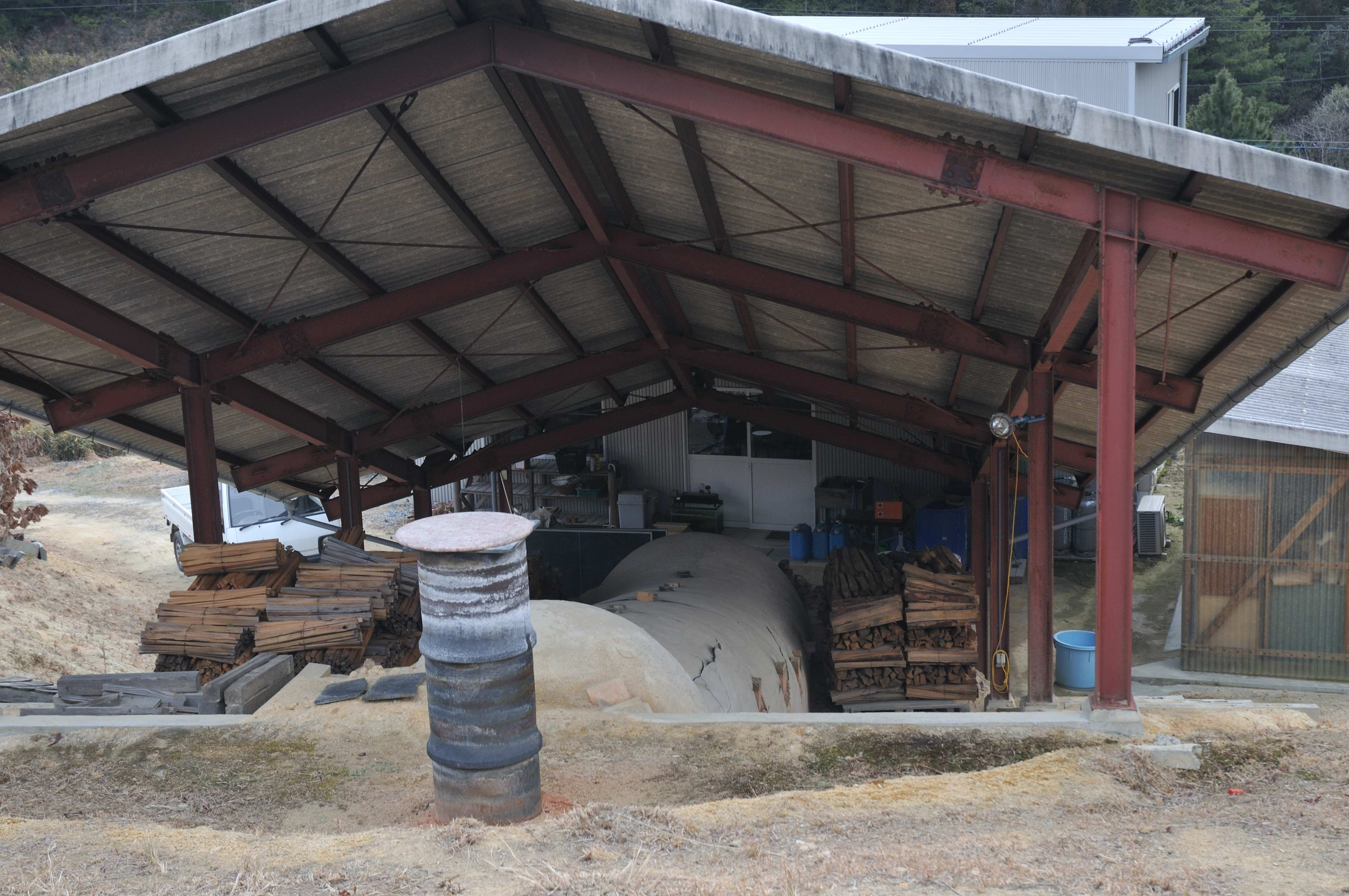
登り窯

釉薬を一切使わず「酸化焔焼成」によって堅く締められた赤みの強い味わいや、「窯変」によって生み出される一つとして同じものがない模様が特徴。現在は茶器、酒器、皿などが多く生産されている。「使い込むほどに味が出る」と言われ、派手さはないが飽きがこないのが特色である。
備前焼の魅力である茶褐色の地肌は「田土（ひよせ）」と呼ばれるたんぼの底（5m以上掘る場合もある）から掘り起こした土と、山土と黒土を混ぜ合わせた鉄分を多く含む土とを焼くことによって現れる。土の配合の比率や、各々の土を数年程度寝かす期間など、出土する場所によっても成分が違ってくる。よって、作るには熟練の技が問われてくる。なお、人間国宝の一人である金重陶陽は10年寝かせた土を使っていたとされる。

## 窯変の種類
- 胡麻（ごま） - 窯焚の最中に、松割木の灰が吹き付けられ、高い熱により、釉化してできる模様。
- 桟切り（さんぎり） - 松割木が燃尽きた灰に作品が覆われ、空気の流通が妨げられることで燻し焼きになった際にできる模様。
- 緋襷（ひだすき） - 作品を重ねて窯詰めする際に藁を巻いて作品同士が癒着しないようにしたのが始まりとされる、藁を巻き鞘などに詰め直接火の当たらない場所で焼くことによって、生地全体は薄茶色、藁のあった部分は緋色になる模様。薄茶色と緋色のコントラストが端麗で人気も高い。
- 牡丹餅（ぼたもち） - 焼成時に作品の上に丸めた土や小さな作品などを置くことで焼きムラができ、該当部分が白くなる。その形が牡丹餅のようになることからこの名がつけられた。
- 青備前（あおびぜん） - 窯中の酸素が当たらない場所で焼かれることにより、還元が起こり、鮮やかな青灰色になる。酸素が少量であるほど、青色に近づいてゆく。青備前は、釜の中で還元状態になる場所が少なく、生産が困難なため、大変珍重されている。また、初代藤原楽山が考案した塩青焼という塩を用いた手法でも、独特の青備前がつくりだされる。
- 黒備前（くろびぜん） - 伊部手と呼ばれる技法によって、成形後に鉄分を多く含んだ土を表面に塗り上げてから焼成することにより、土が溶けやすくなり、釉薬のような働きをする。残っている当時の作品は少ない。近年、再現する技法が研究され、備前焼窯元の六姓の一つ森家の大窯や、著名な備前陶芸家の間でも焼かれている。黒っぽいだけで黒備前と名付けられたものもあるが、本来の姿ではない。
- 白備前(しろびぜん)　-18世紀初頭に作成された鉄分の少ない土を高温焼成することにより、白色にする備前焼の一つ。あまり作られない時期があったことや、製法が作家によって異なるため非常に希少であり、古い年代のものは骨董品としても重宝される。

- 伏せ焼（ふせやき）

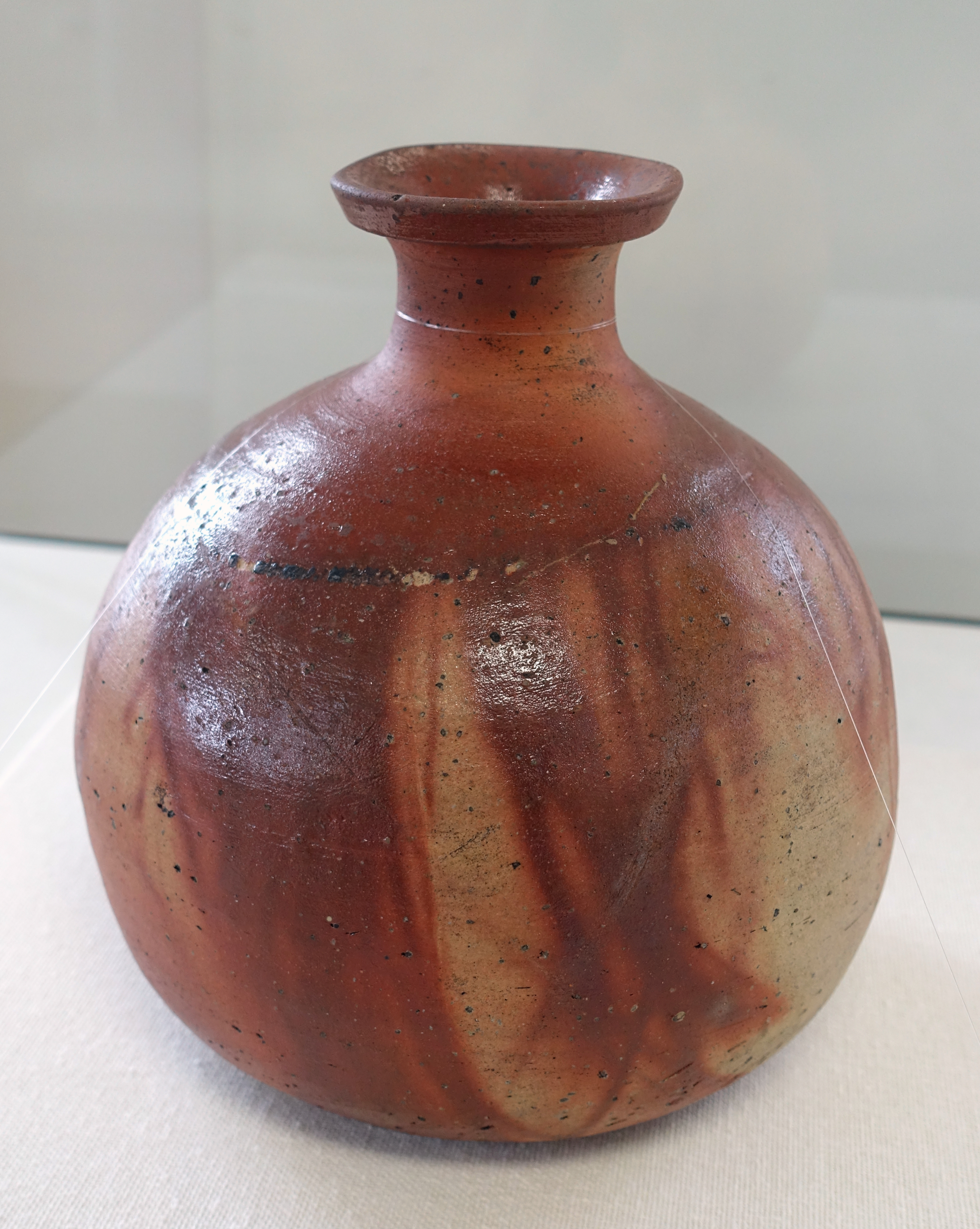
備前火襷（緋襷）徳利　安土桃山時代 箱根美術館蔵
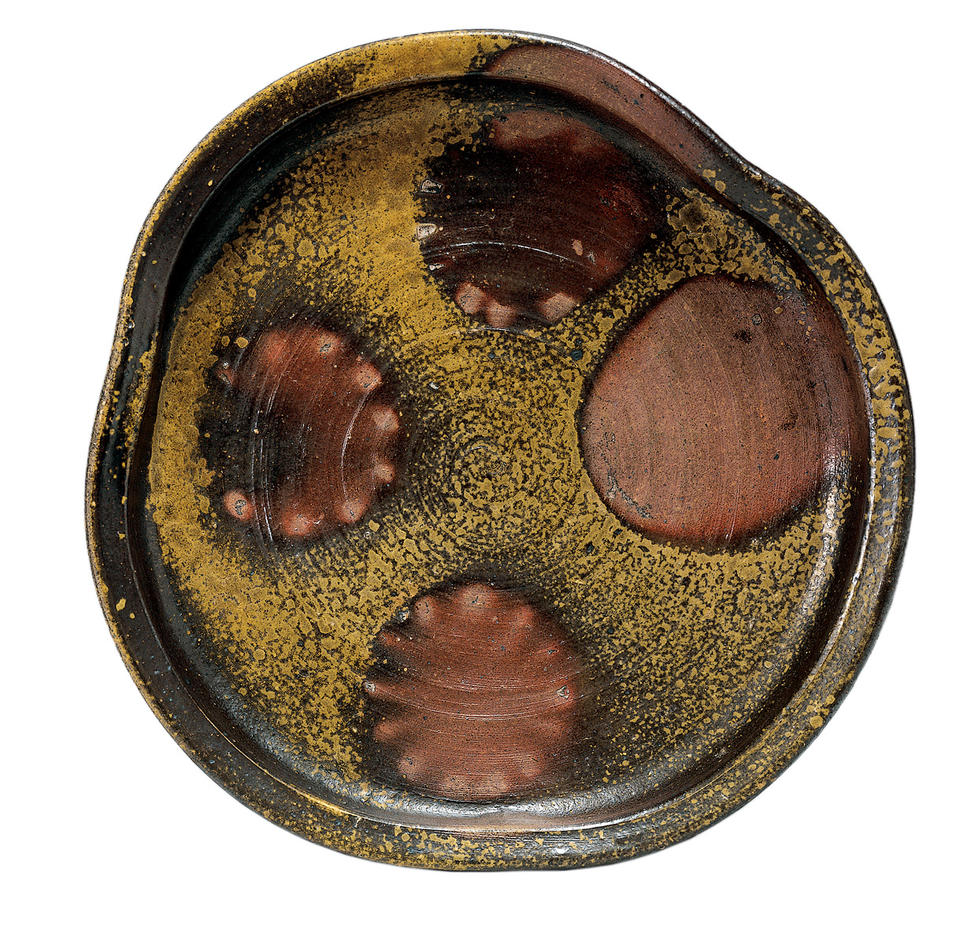
備前牡丹餅平鉢 メトロポリタン美術館蔵（バーク・コレクション）
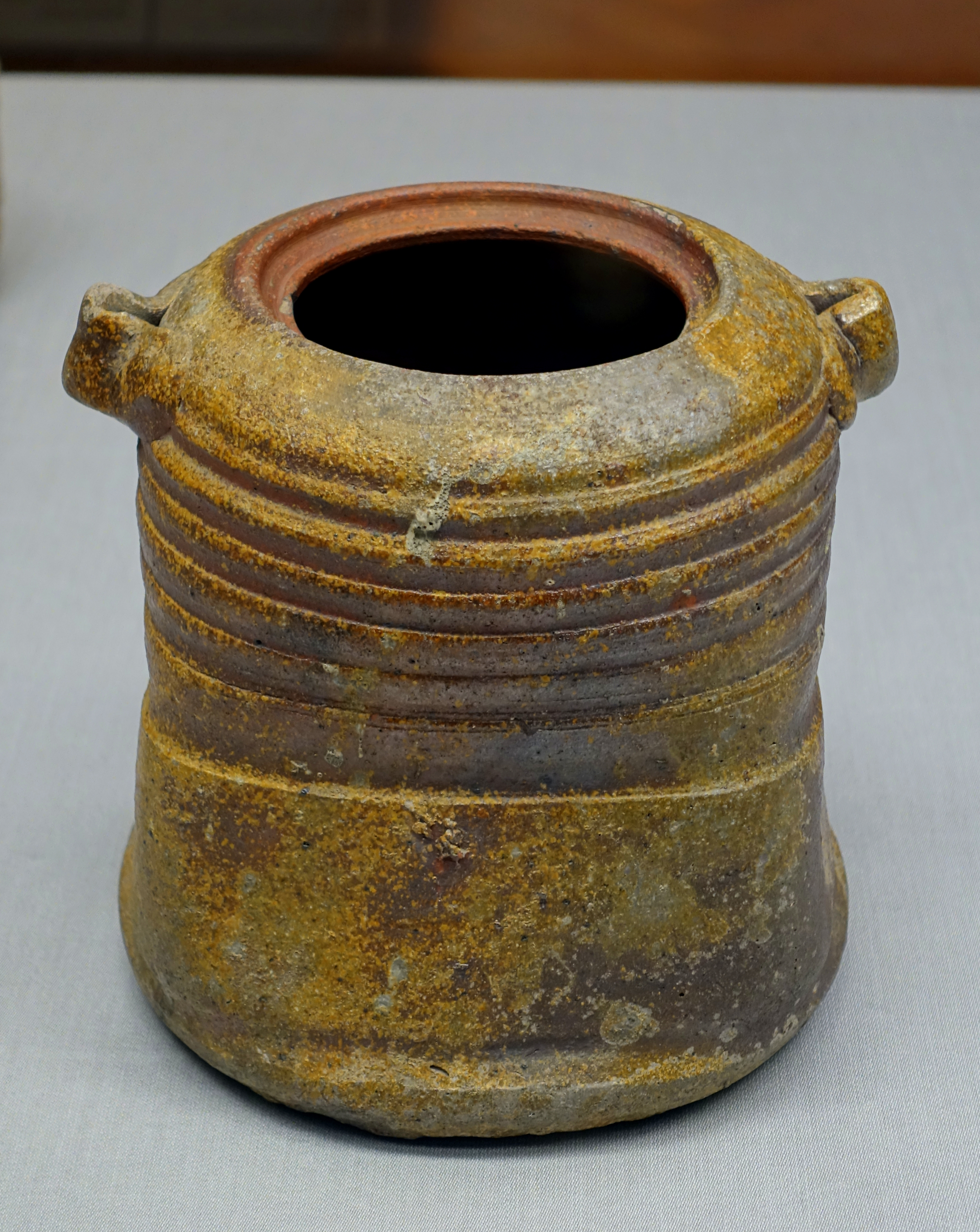
耳付水指 銘 龍田川（みみつきみずさし　めいたつたがわ） 桃山 - 江戸時代 東京国立博物館蔵
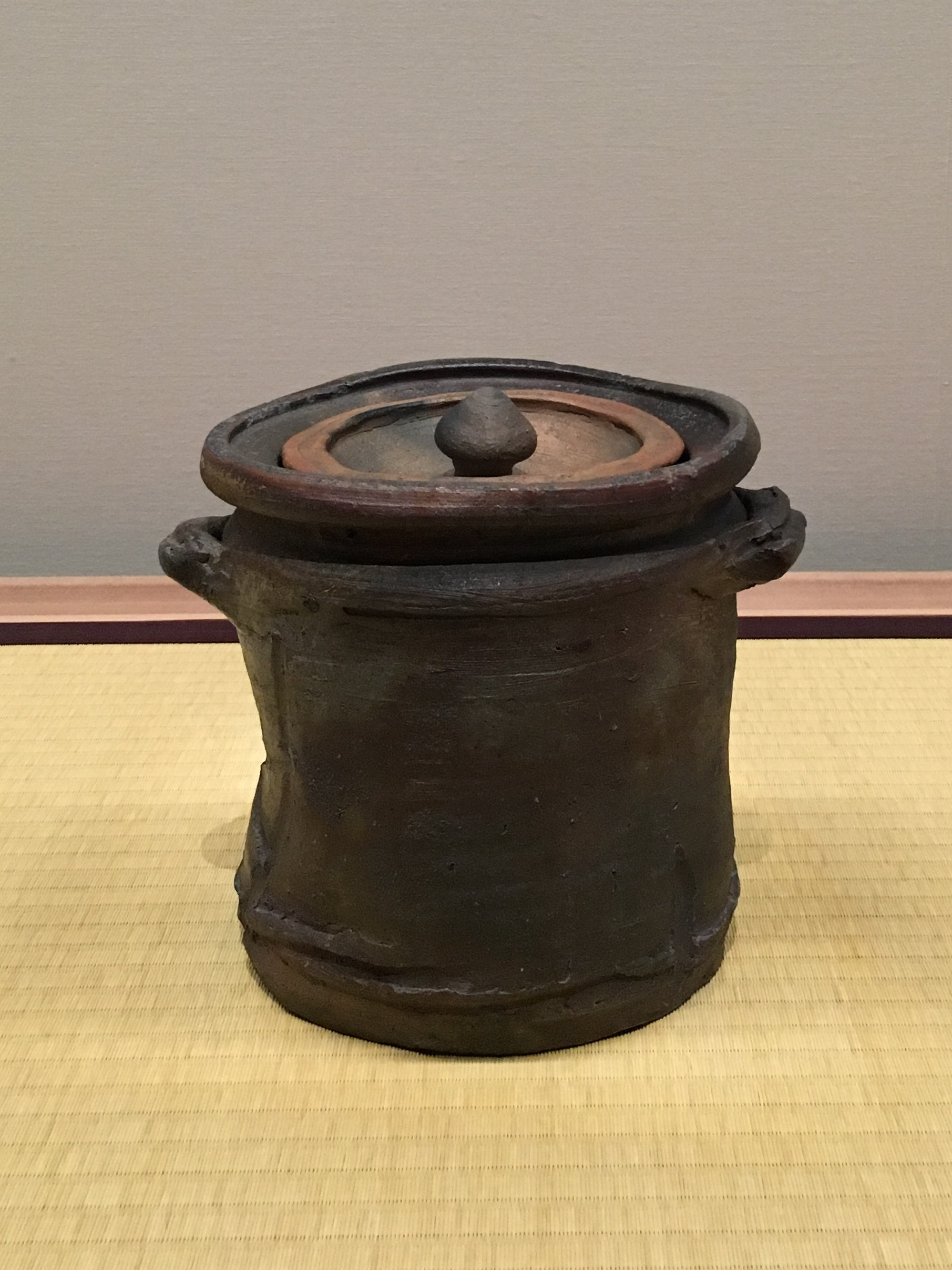
矢筈口水指　安土桃山時代 MOA美術館蔵

## 文化財、関連施設
備前市

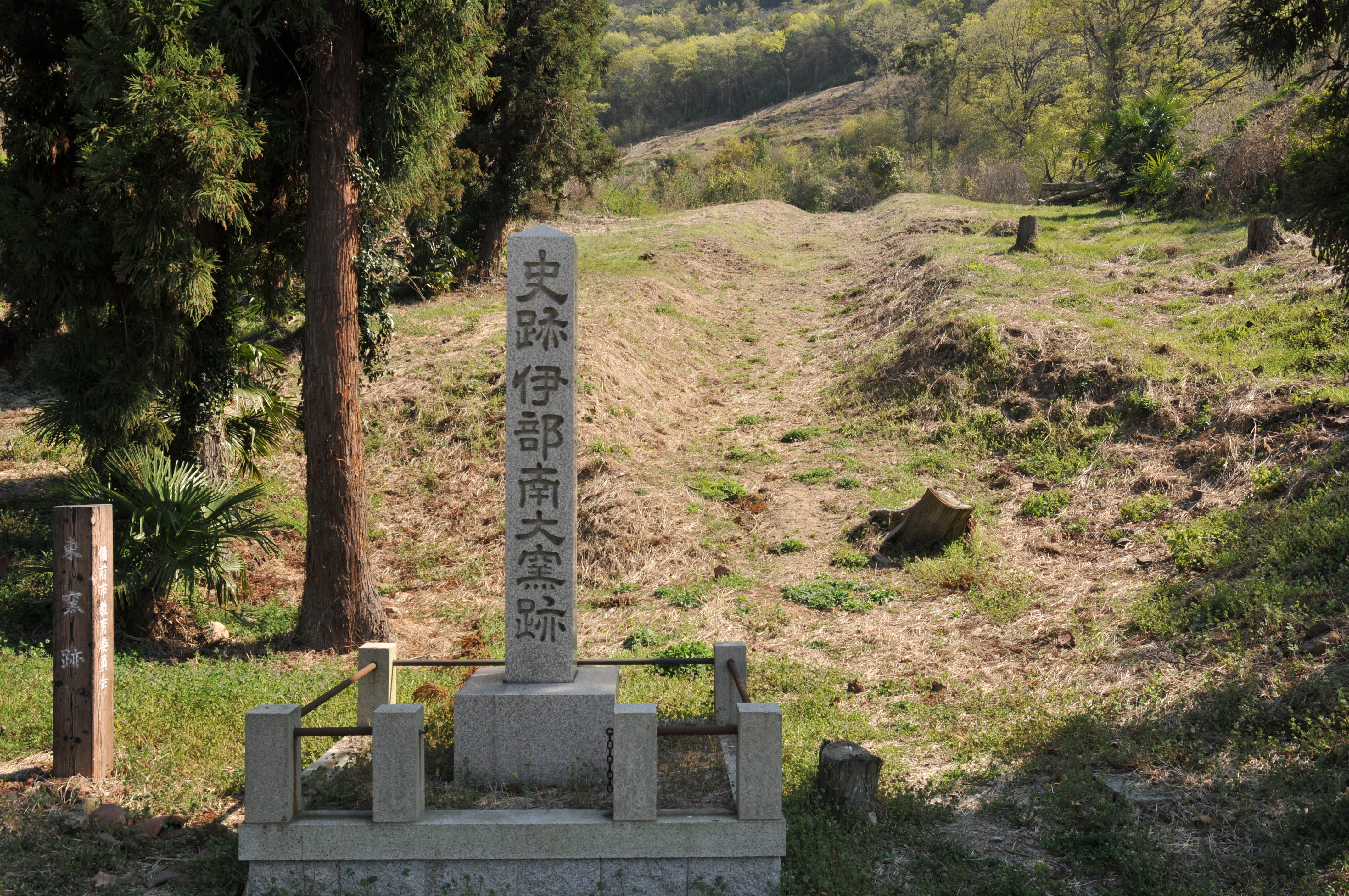
備前陶器窯跡（以下の3か所が国の史跡に指定） - 伊部北大窯跡 - 伊部南大窯跡 - 伊部西大窯跡
- 天保窯（市指定文化財）
- 岡山県備前陶芸美術館
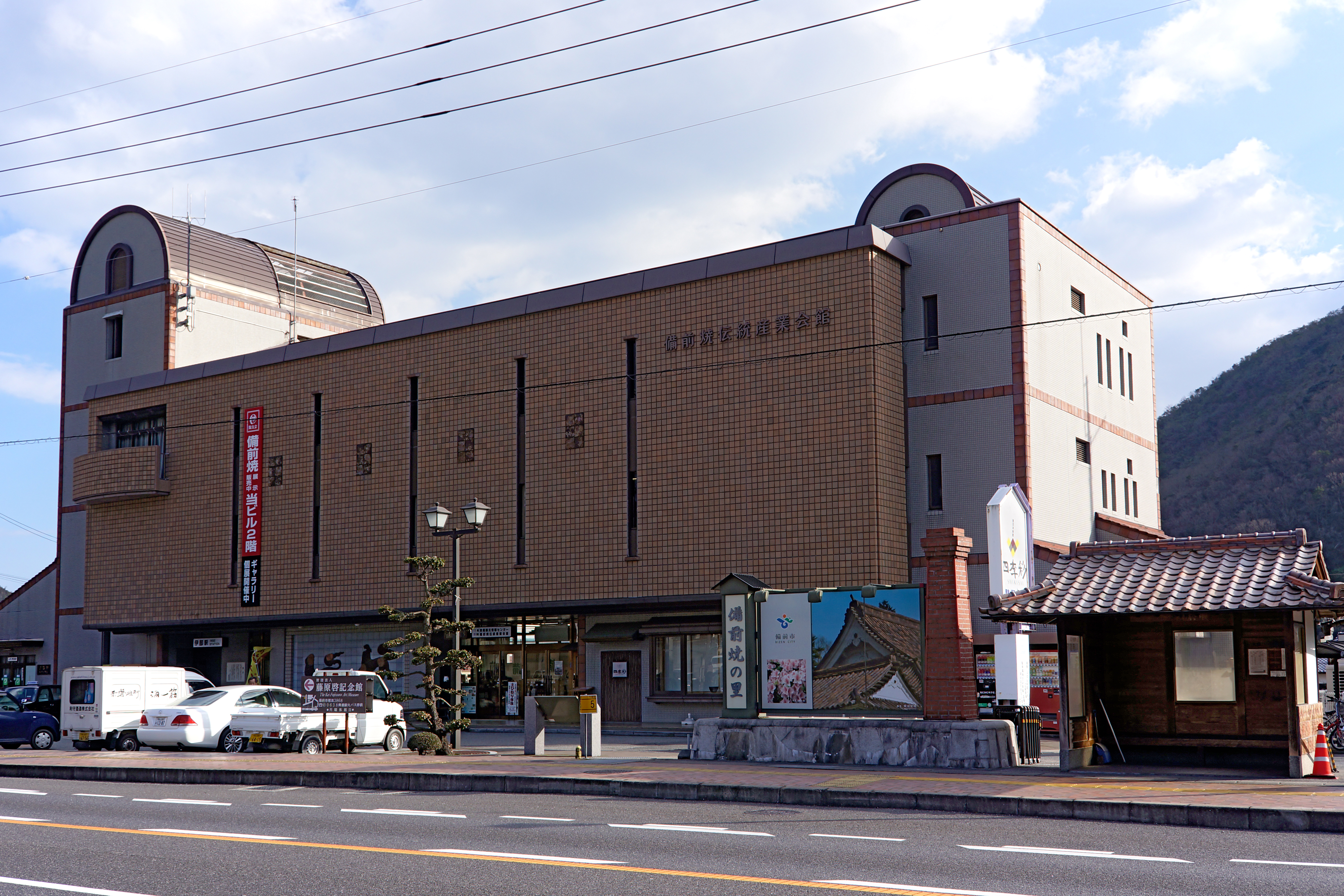
備前焼伝統産業会館
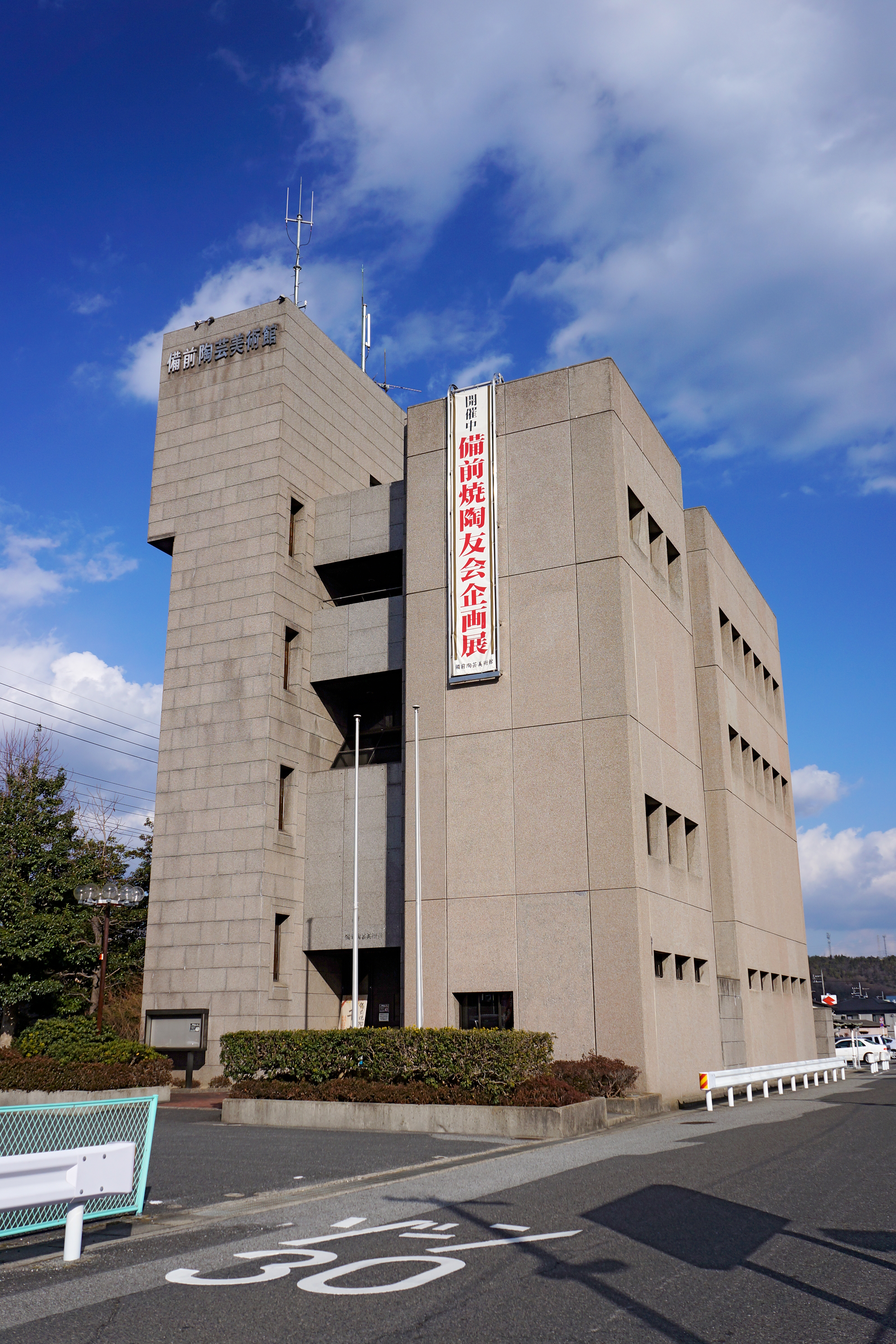
岡山県備前陶芸美術館

- 備前陶芸センター
- 藤原啓記念館

瀬戸内市
- 寒風古窯跡群（国の史跡）
- 寒風陶芸会館
- 寒風陶芸村

- 伊部南大窯跡
- 備前焼伝統産業会館
- 岡山県備前陶芸美術館

## 代表作
- 四耳壺 福安元年（文安元年・1444年）銘（赤磐市・千光寺蔵）重要文化財
- 筒型花生 弘治3年（1557年）銘（個人蔵）重要文化財
- 矢筈口水指 銘破れ家（北陸大学蔵）重要文化財
- 緋襷（ひだすき）水差（畠山記念館蔵）重要文化財
- 水指（青海）（徳川美術館蔵）重要文化財

## 主な作家

### 人間国宝
重要無形文化財「備前焼」の保持者（人間国宝）
- 金重陶陽
- 藤原啓
- 山本陶秀
- 藤原雄
- 伊勢崎淳

### 岡山県指定重要無形文化財
- 金重道明
- 森陶岳
- 伊勢崎陽山
- 藤原楽山

### 人気作家
- 中村六郎
- 安倍安人

## 備前焼まつり
毎年10月の第3土・日曜日に伊部駅周辺で「備前焼まつり」が開催される。祭りでは、備前市の作家などで構成される陶友会の作品が２割引で販売される。また、様々な作家がこの時期に合わせて作品を制作するため、多くの作品を鑑賞·購入することができる。